# Vinkkakoski
Vinkkakoski är ett naturreservat i Kiruna kommun och Gällivare kommuni Norrbottens län.
Reservatet är 410 hektar stort (efter 2022 38 före dess) och består av en forssträcka i Kalixälven samt strandområde med våtmark, barrblandskog med gran och tall. Området sluttar ner mot älven och är örtrikt. Längs strandkanten växer albuskar. Död ved finns allmänt i form av vindfällen. Området är skyddat sedan 2010 och är beläget söder om Vittangi.